# Nephila clavipes
Nephila clavipes  — вид павуків із родини Павуків-шовкопрядів.

## Поширення
Вид зустрічається у Південній та Північній Америці, від Східної Канади до  Аргентини, включаючи Антильські острови.

## Опис
Це відносно великі та яскраво забарвлені павуки. Самиці завдовжки 2,4-4 см. Самці у чотири рази менші за самиць, що у вазі виходить у 70 раз менше ніж вага самиці.